# Ockhams scheermes

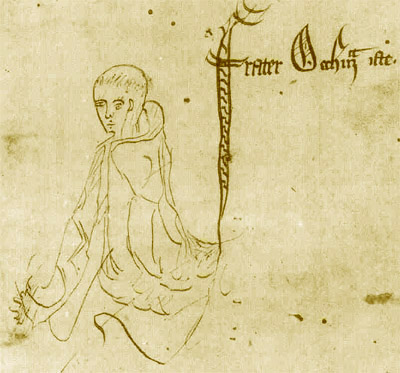
Willem van Ockham – schets uit een Summa logicae-manuscript met het bijschrift frater Occham iste (1341)

Ockhams scheermes (Latijn: lex parsimoniae, de wet van de spaarzaamheid) is de stelling dat wanneer er verschillende hypothesen zijn die een verschijnsel in gelijke mate kunnen verklaren, die hypothese gekozen moet worden die de minste aannames bevat en het kleinste aantal entiteiten veronderstelt. Het is een principe uit de kennistheorie dat wordt toegeschreven aan de 14e-eeuwse Engelse filosoof Willem van Ockham, een franciscaner monnik.
Het houdt in dat men het bestaan van iets niet moet veronderstellen als onze ervaringen ook zonder kunnen worden verklaard; in het Latijn: Entia non sunt praeter necessitatem multiplicanda: "Men moet de zijnden (gepostuleerde objecten binnen een hypothese) niet zonder noodzaak verveelvoudigen".
Het 'scheermes' – een term die Ockham zelf niet gebruikte – symboliseert het wegscheren van alle onnodige ingewikkeldheden om bij de eenvoudigste verklaring uit te komen. Ockham gebruikte dit principe om speculatieve begrippen in de filosofie af te wijzen. Betrouwbare speculaties over de wereld waren voor hem uitgesloten. Dit paste in zijn filosofie van het nominalisme, de opvatting dat abstracte begrippen niet op zichzelf bestaan, maar slechts hulpconstructies zijn van de menselijke geest.

## Gebruik in de wetenschapsfilosofie
Het scheermes wordt vaak gebruikt als demarcatiecriterium om wetenschap van pseudowetenschap te onderscheiden. Ter verklaring van het uitslaan van de wichelroede bij gebruik door wichelroedelopers wordt bijvoorbeeld wel aangevoerd dat dit een reactie is op de aanwezigheid ter plekke van aardstralen. Ockhams scheermes kan nu worden toegepast door te zeggen dat zolang het niet duidelijk is hoe aardstralen objectief (wetenschappelijk) gedefinieerd of aangetoond moeten worden, het beter is om het begrip überhaupt niet te gebruiken, en alternatieve verklaringen te zoeken die niet van aardstralen uitgaan, bijvoorbeeld onwillekeurige spierbewegingen van de wichelaar.
Vaak wordt het beginsel gerechtvaardigd door een combinatie van atomisme met probabilisme: als we aannemen dat de werkelijkheid bestaat uit volstrekt onafhankelijke objecten en we kennen aan het bestaan van ieder object een bepaalde waarschijnlijkheid toe, dan zullen hypothesen die meer objecten omvatten onwaarschijnlijker zijn. Het probleem is dat de werkelijkheid lijkt te bestaan uit objecten met een bepaalde begripsmatige en oorzakelijke samenhang. Vandaar dat Ockham zelf het voorbehoud maakte, dat het noodzakelijk kan zijn het bestaan van een object aan te nemen of het samenhangend bestaan van meerdere ervan waarschijnlijker te achten.
Worden er later nieuwe gegevens bekend, dan kan in het licht van wat dan bekend is een andere verklaring toch beter blijken. Een voorbeeld hiervan is de zwaartekrachtwet volgens Newton: voor de ontwikkeling van de speciale relativiteitstheorie door Albert Einstein was er geen reden om op zoek te gaan naar een ander model – alle metingen, tot dan toe, waren in overeenstemming met Newtons zwaartekrachtwet. De zwaartekracht breidt zich echter volgens de wet van Newton met oneindige snelheid uit, terwijl de speciale relativiteitstheorie ervan uitgaat dat niets zich sneller voort kan bewegen dan de lichtsnelheid (in vacuüm). Dit was voor Einstein de reden om op zoek te gaan naar een nieuwe zwaartekrachtstheorie. Die vond hij, en ze maakt deel uit van zijn algemene relativiteitstheorie. Door steeds verfijndere meetmethoden zijn er sindsdien metingen gekomen die niet te verklaren zijn vanuit Newtons zwaartekrachtwet, en wel vanuit de algemene relativiteitstheorie. Overeenkomstig geldt voor het Ptolemeïsche wereldbeeld met de aarde in het middelpunt: zolang observaties niet iets anders suggereerden was er geen reden om de zon in het middelpunt te stellen. Pas nadat de aandacht werd gevestigd op anomalieën in de banen van planeten kwam er ruimte voor twijfel.
Ockhams scheermes is niet hetzelfde als het idee dat "het volmaakte eenvoudig is". Dit had Albert Einstein waarschijnlijk voor ogen, toen hij in 1933 schreef: "Het uiteindelijke doel van iedere theorie is om de niet–verder–reduceerbare basiselementen zo simpel en zo weinig mogelijk te maken, zonder dat hierdoor de adequate beschrijving van een van de ervaringsfeiten hoeft te worden opgeofferd". Dit citaat wordt vaak geparafraseerd als: "Theorieën dienen zo eenvoudig mogelijk te zijn, maar niet eenvoudiger." Vaak is de beste verklaring veel ingewikkelder dan de meest eenvoudige verklaring. Dit komt doordat – in de beste verklaring – er minder aannames gedaan zijn die de kans lopen niet gerechtvaardigd te zijn in een bepaalde situatie. Daarom is de populaire verwoording van het scheermes: "de eenvoudigste verklaring is de beste", vaak te simplistisch – de kern van de achterliggende redenen voor het toepassen van Ockhams scheermes wordt gemist, door het verwarren van een diepgaand inzicht in wat eenvoud is (in wetenschappelijke zin) met gemakkelijk te begrijpen zijn. Deze twee begrippen zijn natuurlijk gecorreleerd aan elkaar, maar niet of nauwelijks equivalent. 
Het principe van het scheermes van Ockham is een van de thema's van de film Contact (1997), gebaseerd op het boek van Carl Sagan.
Het komt ook terug in het boek De naam van de roos van Umberto Eco.

## Eendentest
De eendentest is een toepassing van Ockhams scheermes, zij het dat Richard Patterson – die de basis legde voor de gevleugelde woorden "Als het eruitziet als een eend […]" – uitging van premissen die nauwelijks objectiveerbaar zijn.

## Varia
- Simplex veri sigillum ofwel Eenvoud is kenmerk van het ware luidde het motto van Herman Boerhaave [7].
- De Nederlandse arts en nobelprijswinnaar Christiaan Eijkman meende dat evengoed het tegendeel kon worden bepleit. In zijn lectorale rede in 1913 stelde hij als motto Simplex non veri sigillum, de eenvoud is (in de natuur vaak) niet het kenmerk van de waarheid. [8]